# Macom
Macom est une entreprise américaine de conception et de fabrication de semi-conducteurs basée à Lowell au Massachusetts.

## Histoire
En novembre 2016, Macom annonce l'acquisition d'Applied Micro pour 770 millions de dollars.